# المشيرفة (عمان)
المشيرفة منطقة سكنية تقع في لواء الجيزة جنوب شرق محافظة العاصمة عمان. وهي تنتمي لقضاء أم الرصاص الذي يضم 16 منطقة. يقدر عدد سكان المشيرفية بـحوالي 1140 نسمة حسب إحصاء 2015.

## الوصلات الخارجية
- دائرة الاحصاءات العامة